# Landschaftsrahmenplan
Der  Landschaftsrahmenplan (kurz LRP) ist die Umsetzung der Landschaftsplanung auf regionaler Ebene. Es kommt hierbei zu einer zielorientierten Erfassung und Bewertung der vorhandenen Schutzgüter. Die gesetzlichen Grundlagen sind die jeweiligen Landesnaturschutzgesetze. Die wichtigste Grundlage für die Aufstellung eines LRP ist eine zuvor durchgeführte, flächendeckende Biotoptypenkartierung. Der Schwerpunkt wird im LRP auf die kartographische Darstellung gelegt. Der angesetzte Planungszeitraum beträgt meist 10 bis 15 Jahre.
In der Regel erfolgt eine umfassende Öffentlichkeitsbeteiligung durch Veröffentlichung der Ergebnisse und Einbeziehung von betroffenen Behörden und Verbänden. Eine strategische Umweltprüfung ist vorab seit ein paar Jahren durch entsprechende EU-Vorschriften vorzunehmen.

## Inhalt
Inhaltlich dient der Landschaftsrahmenplan zur Darstellung folgender Elemente:
- Zustand von Natur und Landschaft zum gegenwärtigen Zeitpunkt
- Flächen, die dem Naturschutz zugeordnet sind
- die für diese Gebiete erforderlichen Schutz-, Pflege- und Entwicklungsmaßnahmen